# «Титаник». Легенда продолжается
«„Титаник“. Легенда продолжается» (итал. Titanic: La leggenda continua) — комедийный мультфильм с элементами драмы. Снят по мотивам реальной истории, связанной с крушением «Титаника». Однако, в отличие от художественных фильмов о знаменитом корабле, финал у мультфильма счастливый.

## Сюжет
Сюжет мультфильма чем-то напоминает сказку «Золушка»: молодая девушка Анжелика живёт с опекуншей и её двумя дочерьми. Приёмная семья недолюбливает Анжелику и заставляют её работать как свою прислугу. Вчетвером они отправляются через океан на корабле «Титаник». Анжелика надеется, что за океаном она сможет найти свою мать, чью фотографию она хранит у себя в медальоне.
На большом лайнере собрались люди самых разных категорий: пожилая аферистка с двумя помощниками-ворами, тайный полицейский агент, имеющий задание поймать аферистку, богатый наследник Уильям с няней и секретарём и много других пассажиров. Некоторые привели на корабль своих собак. Также на корабле неофициально совершают путешествие семья мышей, которые быстро сдружились с собаками.
Анжелика расстроена: нелюбимая семья нагружает её работой и, кроме того, где-то затерялся её медальон. Но случайное столкновение с наследником Уильямом меняет всё. Он влюбляется в неё. Под красивую песню, исполненную известной певицей, они танцуют и строят планы.
Всё меняется, когда из-за ошибки капитана происходит столкновение с айсбергом. Корабль раскалывается и идёт ко дну. Анжелике удаётся сесть в шлюпку, но Уильям пропадает из её видимости. Она пытается найти его в океане и почти теряет надежду… Но вдруг Уильяма находят в воде. Хоть он и сильно пострадал, он жив и любит Анжелику.
Мышонок Макс (очевидно, что главным героем мультфильма был он), который тоже присутствовал на корабле, рассказывает, чем всё закончилось. Всех животных на корабле удалось спасти. По возвращении на сушу он со своей семьёй устроил свою жизнь довольно комфортно. Аферистка села в тюрьму, а тайный агент получил повышение за удачный арест. Сводные сёстры Анжелики вышли замуж за двух воров, помощников аферистки. Это не обрадовало их мать.
Анжелика и Уильям сыграли свадьбу, и теперь у них большая и дружная семья.

## Роли озвучивали

### Оригинал
- Франческа Гуадано — Анжелика
- Франческо Пеззулини — Уильям
- Валерия Перилли — Geltrude
- Клаудия Пителли — Berenice
- Элиана Лупо — Ortensia

## Релиз
Мультфильм «„Титаник“. Легенда продолжается» снимался 2 года. Релиз прошёл в Италии 15 сентября 2000 года. Мультфильм входит в число «100 самых худших фильмов по версии IMDb».